# شونيشيرو يوشيزكي
شونيشيرو يوشيزكي (باليابانية: 吉崎 修一郎) (مواليد 7 سبتمبر 1980)، هو لاعب كرة قدم سابق كان يلعب كلاعب وسط.
شونيشيرو يوشيزكي (باليابانية: 吉崎 修一郎) هو لاعب كرة قدم ياباني سابق، وُلد في 7 سبتمبر 1980 في محافظة تشيبا، اليابان. شغل مركز لاعب الوسط خلال مسيرته الاحترافية، ولعب لأندية في الدوري الياباني الممتاز.

## النشأة والمسيرة المبكرة
انضم يوشيزكي إلى أكاديمية نادي أوميا أرديجا في سن مبكرة، حيث بدأ مسيرته الاحترافية في عام 1999. لعب مع الفريق الأول لأوميا أرديجا، وشارك في العديد من المباريات، مما ساهم في تطوير مهاراته الفنية والبدنية.

## الأندية التي لعب لها
- أوميا أرديجا (1999–2004)
- كيوتو سانغا (2005–2006)
- كاشيوا ريسول (2007–2009)
- نادي كيوشو (2010–2012)

## الاعتزال وما بعده
اعتزل يوشيزكي كرة القدم في عام 2012، بعد مسيرة استمرت لأكثر من 13 عامًا. بعد اعتزاله، اتجه للعمل في مجال التدريب، حيث تولى تدريب فرق الشباب في أكاديمية أوميا أرديجا، وركز على تطوير اللاعبين الناشئين.